# Ластиг, Роберт
Роберт Ластиг (англ. Robert Lustig; род. 1957) — американский детский эндокринолог. Является профессором педиатрии в отделе эндокринологии в университете Калифорнии, Сан-Франциско,  специализируется в области нейроэндокринологии и детского ожирения. Является директором программы ОВПДЗ Калифорнийского университета (Оценка Веса для Подросткового и Детского Здоровья), президентом и соучредителем некоммерческого института по вопросам питания.
Ластиг получил широкую известность в 2009 году, когда его медицинская лекция «Сахар: горькая правда», стала вирусной на YouTube.
Он является редактором "Ожирения до рождения: влияние матери на потомство" (2010) и автором  "Оценки вреда сахара, переработанных продуктов питания, ожирения и болезней" (2013).

## Биография
Ластиг вырос в Бруклине, Нью-Йорк,  учился в Стайвесант школе в Манхэттене. Он получил степень бакалавра в Массачусетском технологическом институте в 1976 году и доктора медицинских наук в Корнелльском университете медицины в 1980 году.
Его педиатрическая резидентура была завершена в детской больнице Сент-Луиса в 1983 году, а клиническая ординатура по детской эндокринологии — в следующем. После этого в течение шести лет он работал в Рокфеллеровском университете как аспирант и научный сотрудник в области нейроэндокринологии. Прежде чем вернуться в калифорнийский университет в 2001 году, он побывал преподавателем в университете Теннесси, Мемфиса и университета Висконсин-Мэдисон, и работал в детской больнице Сент-Джуд исследований в Мемфисе.
Ластиг является автором 105 статей и 65 комментариев. Он является бывшим председателем отделения проблем ожирения педиатрического Инкреторного общества, членом Эндокринного общества, и ныне — член руководящего комитета Международного Эндокринного Альянса по Борьбе с Ожирением. 
Женат, имеет двух дочерей, живет в Сан-Франциско.

## Исследования
Исследования Ластига изучают взаимосвязь между чрезмерным потреблением фруктозы — составляющей сахарозы, меда, фруктов и некоторых овощей, — и развитием метаболического синдрома. Метаболический синдром может включать в себя сахарный диабет 2 типа, высокое кровяное давление, сердечно-сосудистые заболевания, неалкогольную жировую болезнь печени, ожирение и феномен «ТОФИ» («тонкий-снаружи-жирный-внутри»).
Он утверждает, что фруктозу можно употреблять безопасно с фруктами и овощами из-за сопровождающих её пищевых волокон, но, попадая в организм любым другим способом, она наносит печени сильные повреждения. Его позиция заключается в том, что сахар — не просто пустые калории. Он отвергает идею о том, что «калория — это всегда калория».
Ластиг был соавтором Американской Ассоциации Сердца, исследовавшей потребление сахара. Она рекомендует женщинам потреблять не более 100 калорий в день из дополнительных сахаров и мужчинам не более 150. В 2009 году лекция Ластига «Сахар: горькая правда», стала вирусной на YouTube. К февралю 2017 видео посмотрели почти семь миллионов раз.
Предлагаемая связь между ожирением и избыточным потреблением фруктозы, в отличие от избыточного потребления любой высококалорийной пищи, является спорной. В марте 2015 года Всемирная организация здравоохранения рекомендовала сократить потребление свободных сахаровдо десяти процентов ежедневного приема, а желательно до пяти процентов (около шести чайных ложек или 25 грамм).:4

## Избранные работы
Книги
- (2010) Ожирение до рождения: Влияние матери на потомство. Бостон: Springer Science.
- (2013) Оценка вреда сахар, обработанных пищевые продукты, ожирения, и болезней. Нью-Йорк: Гудзон-Стрит Пресс.
- (2013) Сахар 56 имен: Памятка покупателя, Эйвери.
- (2014) Правильная поваренная книга, Торндайк пресс.

Статьи
- (2013) С. Р. Вайс, А. А. Бремер, «Что такое метаболический синдром, и почему он есть у детей?», Летопись Нью-Йоркской Академии наук, 1281, апрель, 123—140. doi:10.1111/nyas.12030 PMID 23356701